# Erasteel Kloster
Erasteel Kloster AB är en tillverkare av snabbstål och gasatomiserat pulver med cirka 400 anställda i Långshyttan, Söderfors och Vikmanshyttan. Företaget ingår i den franska koncernen Eramet, som i huvudsak ägnar sig åt gruvdrift.
Erasteel Kloster bildades 1992 genom fusion mellan Kinnevikägda Kloster Speedsteel och den franska snabbstålstillverkaren Commentryenne (som varit i Eramets ägo sedan 1989).

## Referenser

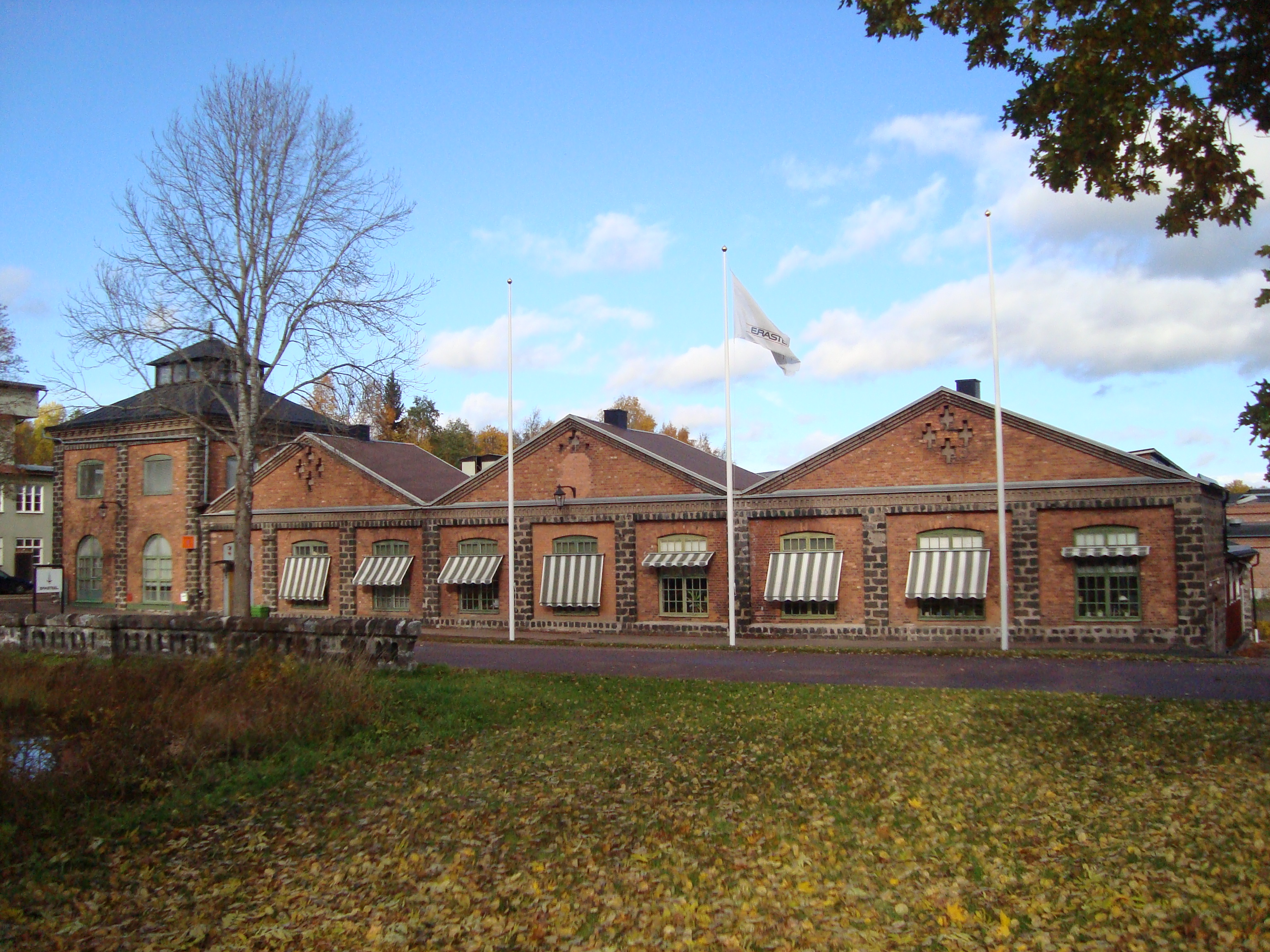
Erasteels snabbstålsbandsverk i Wikmanshytte bruks gamla lokaler.